# Kínai kenderpálma

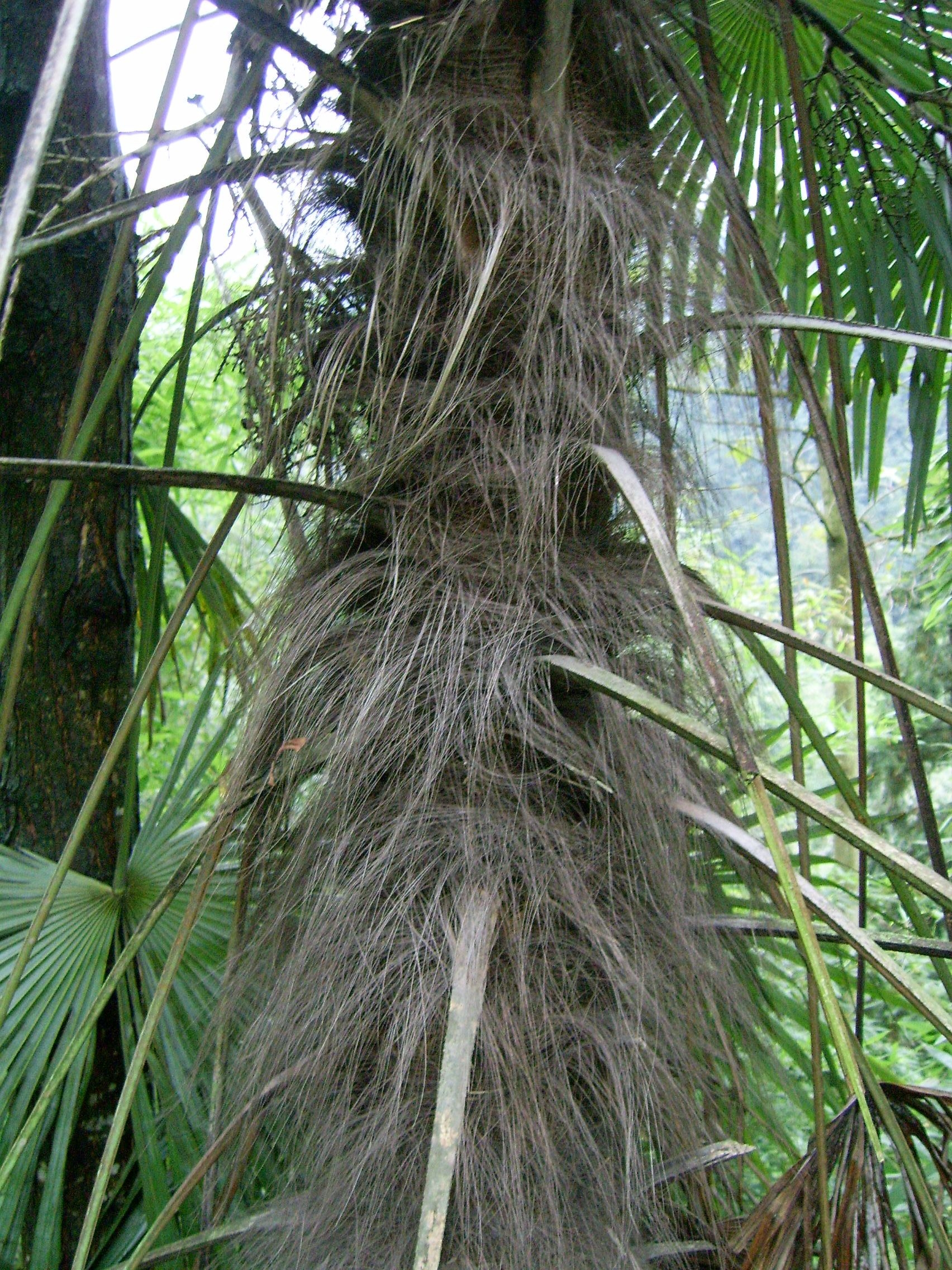
Kínai kenderpálma törzse

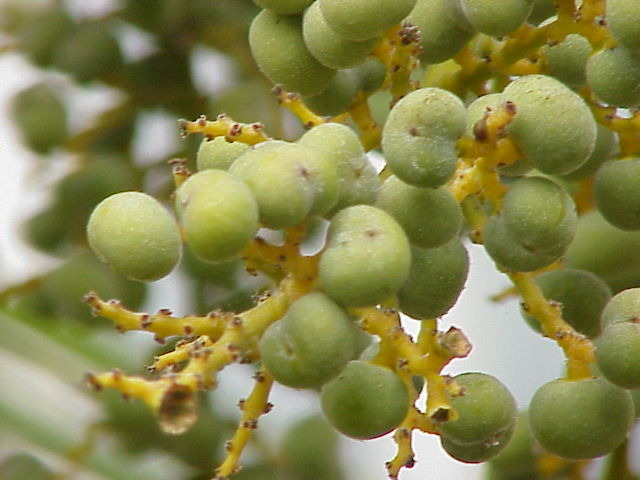
Kínai kenderpálma termése

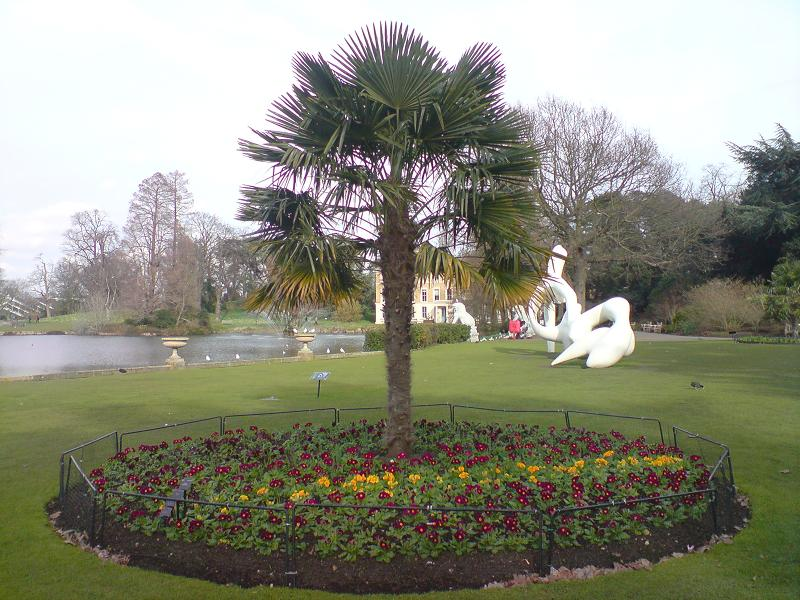
Kínai kenderpálma dísznövényként.

A kínai kenderpálma (Trachycarpus fortunei) az egyszikűek (Liliopsida) közé tartozó pálmafélék (Arecaceae) családjának egy dísznövényként elterjedt faja.

## Származása, elterjedése
Kína középső részéről származik; természetes élőhelye innen Vietnám és Burma északi részéig terjed.
Egyes példányait már a 19. században megpróbálták holland és angol botanikus kertekben szabadon nevelni, és ma Európa számos országban ültetik parkokba, kertekbe. Idősebb, kifejlett példányai Magyarországon is több magángyűjtemény díszei, de nálunk szabadban csak a kedvező mikroklímájú területeken (borvidékek déli lankáin, nagyvárosok különösen fagyvédett kertjeiben) vagy külön védelemmel fejlődik szépen.

## Megjelenése, felépítése
20–30 cm átmérőjű törzse eredeti élőhelyén akár 15 méter magasra is megnőhet. A törzsön a lehullott levelek alapjainak elszálasodásából kialakuló, kenderszerű bevonat feltűnően dús.
Sötétzöld, mélyen bemetszett leveleinek legyezője elérheti a 80–90 cm-es átmérőt, ezért védett helyre kell ültetni, mert a szél komolyan károsíthatja. A levelek vége általában lekonyul. A méteres levélnyélen kis fogacskák nőnek (Johnson).
Virágai hatalmas (kb. 60 cm-es) bókoló füzérekben nyílnak. A porzós virágok napsárgák, a termősek zöldessárgák (Johnson).
Kb. 1 cm-es magja sötétbarna–kékesfekete, vese alakú.

## Életmódja
Kétlaki.
Megkívánja a vizet jól áteresztő talajt és a Kárpát-medencében a mély, úgynevezett pálmacserepet is. Fényigényes, de a tűző naptól óvni kell. A nyári időszakban vízigényes, ezért a forró nyári napokon gyakran kell öntözni. Gyorsan növő, könnyen tartható növény. Ha elég tápanyagot kap és megfelelően öntözzük, idősebb korában évente 8–10 levelet is hajthat. A törzs dús bevonatának köszönhetően a fagyot leginkább tűrő pálmafélék egyike: bár levelein -15 °C-nál megjelenhetnek a fagyási sérülések, a törzs ennél hidegebbet is túlél. Magjai könnyen, 8–12 hét alatt kicsíráznak.
Természetes élőhelyén a tölggyel társul. Az indiai kenderpálmával könnyen keresztezhető.

## Felhasználása
A törzsét borító rostokat Kínában rendszeresen gyűjtik úgy, hogy a levélalapokat egyenletesre levágják. Törzse ettől szürke, sima és ripacsos lesz (Johnson).